# Camouflage
«Camouflage» — немецкий музыкальный коллектив, играющий в стиле синти-поп. Один из самых ярких представителей европейской и мировой электронной музыки. В состав группы входят: Heiko Maile (Хайко Майле), Marcus Meyn (Маркус Майн), Oliver Kreyssig (Оливер Крайзих). Группа известна такими композициями как: The Great Commandment, Strangers Thoughts, Neighbours, That Smiling Face, Love is a Shield, One Fine Day, Heaven (I Want You), Waiting, This Day, Suspicious Love, Close (We Stroke The Flames), Thief, Me And You, Perfect, I’ll Follow Behind, Motif Sky, Dreaming, Shine, Misery, Count On Me.

## История

### 1983
Четыре друга из Битигхайм-Биссингена, Германия — Хайко Майле (12.01.1966), Маркус Майн (02.05.1966), Мартин Келинг и Оливер Крайзих (04.09.1965)— основали группу «Lizenenced Technology».

### 1984
Мартин Келинг оставляет группу. Чуть позже, группа переименовывается в «Camouflage», вдохновлённая одноимённой песней «Yellow Magic Orchestra». Три молодых музыканта организуют их первую студию в подвале дома родителей Хайко. Они называют это «Boys Factory». Сначала они выступают в местных музыкальных клубах.

### 1985
«Camouflage» делает запись двух демонстрационных кассет в своей студии. Кассеты отправляются в звукозаписывающие компании. Они никого не заинтересовали.

### 1986
Одна из плёнок попадает на конкурс талантов, проводимый радио Гессена. «Camouflage» выигрывает первое место и возможность сделать запись в небольшой профессиональной студии «Westwood» во Франкфурте. Песня «The Great Commandment» была переработана, записана по-новому и отправлена в большие звукозаписывающие компании. Несколько компаний высказали свою заинтересованность и после переговоров «Camouflage» заключили контракт с компанией Metronome.

### 1987
«The Great Commandment» была снова переработана при участии Акселя Хеннингера в его студии и выпущена синглом в сентябре того же года. 16 августа Camouflage дебютировали в программе «Spruchreif» на немецком телевидении с презентацией «The Great Commandment». Сингл «The Great Commandment» достигает 14-й позиции в германском чарте.

### 1988
В феврале выпускается следующий сингл «Strangers' Thoughts», который поднимается до 20-го места в чартах. Дебютный альбом «Voices & Images» выходит в марте и, вслед за ним, в мае, третий сингл «Neighbours» (57-я позиция в чарте). Все три сингла добавлены в регулярную ротацию на радиостанциях. Camouflage стали частыми гостями на телевидении с представлениями каждого из трех синглов. Успех группы не был ограничен пределами Германии. В декабре сингл «The Great Commandment» занял первую строчку в танцевальном чарте Billboard и продержался там три недели. Многие небольшие радиостанции поддерживали растущую популярность группы. В том же году, после визита в Нью-Йорк, Хайко, Маркус и Оливер подписали контракт с американской звукозаписывающей компанией Atlantic, которая взяла на себя обязательства по распространению записей Camouflage в Америке. Первым релизом стал альбом «Voices & Images», который вышел осенью. Сингл «The Great Commandment» в США занимает 59-е место в чарте Billboard Hot 100 Sales. Вторым синглом в США стала песня «That Smiling Face».

### 1989
Camouflage создают новую студию «Boys Factory 2» на старой фабрике недалеко от родного города. В начале года группа начинает запись нового альбома в студии Synsound Studio в Брюсселе. Музыкальным продюсером стал Дэн Лаксман, который использовал интересную комбинацию из современных цифровых технологий и «музейного» студийного оборудования. Дэн Лаксман также известен как участник бельгийской группы «Telex». На волне успеха первого альбома, звукозаписывающая компания даёт группе полную свободу в реализации их идей. Camouflage следует в новом направлении и, в результате, звук в новых песнях становится более уникальным. В апреле выпускается новый сингл «Love is a Shield», который остаётся шесть месяцев в германском чарте и достигает 9-й позиции. В мае выходит второй альбом, который получил название «Methods of Silence». Альбом поднимается до 13-й строчки в чарте альбомов. Летом «Love is a Shield» был выпущен в США, а осенью альбом «Methods of Silence» был выпущен в более чем двадцати странах мира. В октябре в Германии выпущен сингл «One Fine Day». Вслед за этим группа отправляется в первый концертный тур, который имеет огромный успех. Выпуск обоих синглов дал возможность группе появиться на германском телевидении. Начиная с 1989 года «Love is a Shield» находится в ротации многих радиостанций и появляется в эфире и по сей день.

### 1990—1991
В начале 1990-го Оливер Крайзих покидает группу по личным причинам. В октябре 1990-го Хайко и Маркус отправляются в Black Barn Studio в Англии и начинают работать над третьим альбомом «Meanwhile» с музыкальным продюсером Колином Тёрстеном (известен своей работой с David Bowie, Talk Talk и Duran Duran). К удивлению поклонников, они могли услышать в новом альбоме живые ударные и другие инструменты, партии которых исполнили приглашённые музыканты. В феврале 1991-го в Германии и США был выпущен первый сингл с этого альбома «Heaven (I Want You)» (57-я позиция в чарте). В марте альбом «Meanwhile» выпущен в более чем 25 странах мира. В мае начался второй германский тур группы, а в августе выпущен второй сингл «This Day / Handsome», имевший формат double A-side. Однако «Meanwhile» не имел успеха предыдущих альбомов группы. В 1995 году Маркус сказал следующее относительно тех событий: «Естественно, мы бы предпочли, чтобы всё было по-другому. Но таково было наше желание, сделать альбом именно таким. По этой причине мы считали ситуацию нормальной. Оглядываясь назад сегодня, было лучше, если бы нам дали совет не менять так резко стилистику нашей музыки. Но всё было так, как было…»

### 1992—1993
В 1992-м Маркус и Хайко переезжают из своего родного города в музыкальную столицу Германии Гамбург. Там они основывают свою собственную музыкальную компанию и создают новую музыкальную студию. Они записывают и выпускают сайд-проект «Areu Areu», который вышел в формате EP и содержал пять треков. Это были кавер-версии песен The Beatles, Fad Gadget, Heaven 17, The Cure, Depeche Mode и несколько песен из раннего творчества самих Camouflage. В середине 1992 года они начинают работу над записью своего четвёртого альбома «Bodega Bohemia». Снова, как в 1989 году, в Брюсселе на Synsound Studio с Дэном Лаксманом в роли музыкального продюсера. Также в записи принимали участие несколько приглашённых музыкантов. Основной целью этого альбома был возврат к электронному звучанию, насколько это возможно. В марте 1993-го в продажу поступил сингл, достойный звания «хит», «Suspicious Love». Видео к песне попало в ротацию на MTV и часто звучала в радиоэфире. В очень короткое время сингл «Suspicious Love» продался тиражом 20.000 штук, но так и не смог попасть в чарты. Это произошло в значительной мере из-за того, что звукозаписывающая компания отдавала приоритет продвижения на рынке в то время шведской группе «Ace of Base» и не смогла поддержать Camouflage до необходимой степени. Следующие релизы были обречены на провал и были выпущены только в Германии — в мае альбом «Bodega Bohemia», в июне сингл «Close» и в августе сингл «Jealousy». Договорные условия по выпуску следующего альбома звукозаписывающей компанией не были выполнены. Контракт и сотрудничество с Metronome закончились в том же году. С тех пор Camouflage стали часто менять лейблы.

### 1994—1996
Поп-музыка отошла для Camouflage на задний план. Через общих знакомых они познакомились с организатором оперных проектов. Под влиянием этой встречи Camouflage посвятили более полугода оперному проекту и создали визуальную концепцию, экспериментальные звуки и многочисленные демонстрационные записи. К сожалению, они не смогли завершить работу из-за юридических споров между акционерами и организаторами проекта. После этого Маркус и Хайко даже думали оставить музыкальный бизнес навсегда.
Менеджер группы «Die Fantastischen 4», Андреас «Медведь» Лэскер узнал о Camouflage, услышав их сингл «Suspicious Love». Он узнал, что у Camouflage нет контракта со звукозаписывающей компанией и помог им в 1994-м заключить контракт с BMG для продаж их записей в Германии. С октября Маркус и Хайко начали записывать пятый студийный альбом «Spice Crackers» в их студии в Гамбурге. BMG дала им полную творческую свободу. Музыка, которая была написана для оперного проекта (например «Je Suis Le Dieu») и более открытый подход к работе нашли место в новом альбоме. Создание электронных песен было вдохновлено в основном научно-фантастическими фильмами. В марте 1995-го Camouflage дали концерт в Штутгарте, где и представили новый материал публике.
В августе был выпущен сингл «Bad News», в сентябре альбом «Spice Crackers» и в начале 1996-го второй сингл «X-Ray». Из-за неправильно выбранного направления в маркетинговых стратегиях звукозаписывающей компании и из-за сложности для массового покупателя концепции альбома, «Spice Crackers» также не имел успеха. Группа закончила свои отношения с BMG. В 1996-м Camouflage также представили на сборнике «Treasury» одну эксклюзивную песню «Winter». Хайко и Маркус переехали из Гамбурга в Штутгарт. Маркус работает продукт-менеджером в звукозаписывающей фирме принадлежащей группе «Die Fantastischen 4», известной как «Four Music». Хайко стал свободным музыкантом и продюсировал музыку для других групп с самыми разными стилями, включая House и Hip-Hop.

### 1997—2000
1997 год группа провела прежде всего в переговорах о контракте с Sony Music. Sony планировала выпустить альбом ремиксов старых хитов прежде чем будет издан новый материал. В это время Polydor (которая приобрела права на издание у Metronome) выпустила сборник лучших песен «We Stroke The Flames» и ограниченным тиражом макси-сингл с ранее выходившими ремиксами «Suspicious Love», «Handsome» и «Love is a Shield» без участия Маркуса и Хайко. Прежний участник группы Оливер Крайзих (который остался в хороших отношениях с Хайко и Маркусом) работал в Polydor и отвечал за дизайн и презентацию сборника «We Stroke The Flames». Это дало ему возможность после многих лет снова участвовать в Camouflage, но уже в другой роли. Он создал оформление для обложек сборника и макси-сингла. Из-за этих релизов переговоры с Sony зашли в тупик. В результате, контракт был подписан с Virgin, которая также проявила интерес к Camouflage. Оливер Крайзих принял предложение воссоединиться с группой и в 1999-м снова стал официальным членом Camouflage. В июле был выпущен новый сингл Thief (single) (трек сделан в фирменном звучании Camouflage), который в течение двух недель присутствовал в чартах Германии. Будущее нового альбома опять стало неопределенно. Но Camouflage не разочаровывались и продолжали выступать с новыми песнями и работать. Маркус переезжает из Штутгарта в Берлин и работает продукт-менеджером в Sony Music. Хайко продолжал продюсировать музыку других групп в своей студии «Saal 3» в Штутгарте, а также пишет музыку для рекламных роликов. Оли продолжает работать в Гамбурге на Polydor. В июне 2000-го состоялся первый за много лет концерт в городе Фрайберге. Множество поклонников праздновали воссоединение группы вместе с Camouflage.

### 2001
Альбом «Rewind» выпущен в феврале 2001-го на Metronome (которая к тому времени стала частью Polydor). Это был новый сборник лучших песен группы, в подготовке которого они сами принимали участие. Все песни были подобраны по их пожеланиям, а лимитированое издание содержало DVD с видеоклипами группы. Сборник 1997 года «We Stroke The Flames» был отозван из магазинов. В марте Polydor выпустила сингл «You Were There» от танцевального проекта «Resistance D». Песня была очень похожа на творчество Camouflage, что вызвало некоторое количество слухов. Всё разъяснилось, когда стало известно, что в этом проекте принимал участие Маркус и его друзья музыканты Паскаль F.E.O.S. и Майк Морис. Маркус помогал в написании песни и записал вокал для неё. Сингл поднялся до 63-й строчки в чарте.
Новый материал ещё не был готов, а название нового альбома уже было известно, «Sensor». Перед выходом нового альбома компания Virgin предложила группе напомнить о себе. Camouflage записали и выпустили сингл «The Great Commandment 2.0». Чтобы избежать конфликта с прежней звукозаписывающей компанией, вокал был записан по-новому. Сингл был спродюсирован трио из Лондона «Toy». Часть ударных партий была исполнена Кристианом Айгнером, который принимает участие в концертных турах Depeche Mode. Среди других проектов «Toy» можно назвать их участие в альбоме «Ultra» от Depeche Mode. «The Great Commandment 2.0» три недели присутствовал в чарте и поднялся только до 83-й позиции. Такой результат оставлял мало надежды на выпуск альбома «Sensor» на Virgin.
Оливер Крайзих меняет место работы и жительства, переезжает из Гамбурга в Берлин. В 2001 году Camouflage дают три концерта. Один из них — первое их выступление на фестивале «Wave Gotik Treffen» в Лейпциге.

### 2002—2005
После того, как стало понятно, что выпустить новый альбом на Virgin не удастся, были начаты переговоры с другими звукозаписывающими компаниями. В феврале 2002-го были проведены переговоры с Polydor о выпуске долгожданного альбома «Sensor». Работа над альбомом началась довольно быстро. Над этим начали работать несколько команд. Роб Кёруон и Toy в Лондоне и Геррет Фрерихс в Гамбурге. Ожидалось, что три команды продюсеров принесут быстрый и качественный результат. Сначала не было идей о том как будет звучать «Sensor», было только чувство, как это должно быть. Было определено одно — необходимо вернуться к опыту первых альбомов, к их электронному звучанию.
Значительные расстояния между всеми участниками проекта были преодолены посредством специального сайта, через который шёл обмен звуковыми файлами и мнениями. Первые проблемы начались после того, как Роб Кёруон перестал работать над альбомом из-за разности мнений о конечном результате, и продолжались, когда Toy осенью 2002-го также покинули проект, когда работа уже шла полным ходом. Ожидаемые конец работы и даты релизов уже не были реальными. В итоге, работу над альбомом продолжили Геррет Фрерихс в Гамбурге и Хайко в студии Saal 3 в Штутгарте. Наряду с работой над записью в 2002-м группа дала три концерта, на которых исполнила несколько новых песен.
Долгий путь от сингла Thief (single) в 1999-м к альбому «Sensor» потребовал много времени, энергии и терпения. В начале 2003-го этот путь был пройден. Первый сингл «Me and You» был выпущен 14 апреля, а вслед за ним, 26 мая и альбом. Сингл поднялся до 53-го места в германских чартах, а альбом до 26-го. После выступлений на нескольких музыкальных фестивалях осенью 2003-го, начался «Sensor Tour» в поддержку альбома. Тур прошёл по Германии и, впервые, за её пределами (в том числе в России). Второй сингл «I Can't Feel You» поднялся в германских чартах до 75-го места. Как и все компании звукозаписи в Германии, Polydor провёл внутреннюю реструкторизацию для минимизации финансовых потерь. Компания стала уделять больше внимания иностранным исполнителям, что негативно сказалось на поддержку Camouflage. Пришлось отменить выпуск запланированного третьего сингла «Perfect» и отодвинуть на неопределённый срок запись нового альбома. Несмотря на это группа продолжала работу над новыми песнями.
В 2004-м Camouflage провели успешный тур по Германии и другим европейским странам. В связи с тем, что Polydor не хотели ставить в план релизов новый альбом, контракт с ней пришлось расторгнуть. В августе 2005-го группа подписывает новый контракт с компанией SPV GmbH. Хайко переезжает из Штутгарта в Берлин, где создаёт новую студию. С этим переездом работа над альбомом должна стать легче, так как все участники группы теперь живут в одном городе. Хайко взял ответственность за продюсирование альбома на себя. В 2005-м группа дала только два концерта в Германии, чтобы сосредоточиться на работе над новым альбомом.

### 2006—2009

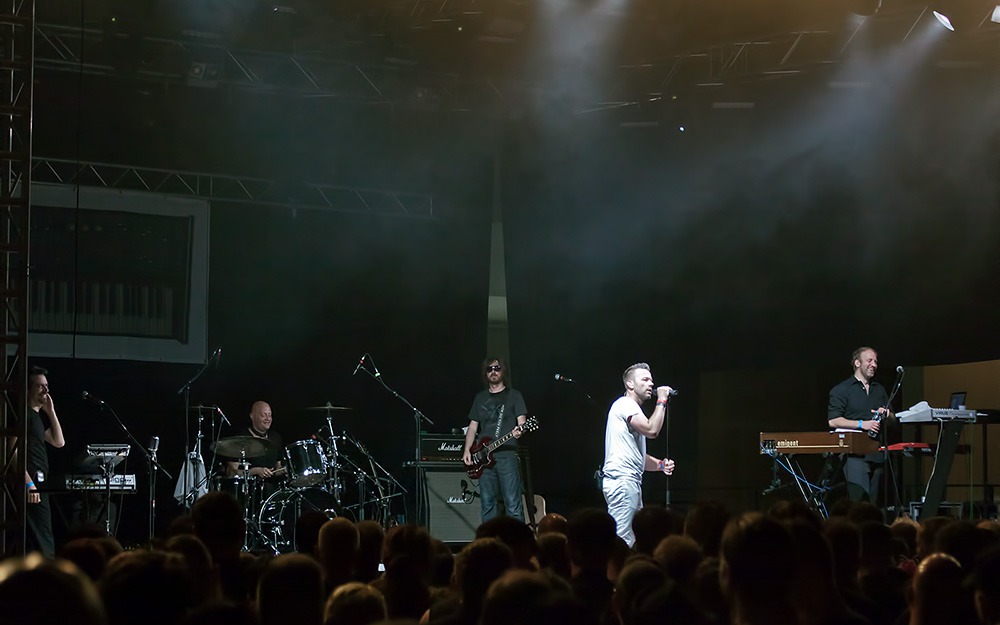
«Camouflage» на фестивале Wave-Gotik-Treffen в 2011 году

Работа над альбомом продолжается. В феврале 2006-го объявлено название нового альбома, «Relocated», а в конце марта на сайте группы появляются короткие видеоотчёты из студии. Также группа заявляет о грядущем, после выпуска альбома, концертном туре. В конце мая объявляются даты релизов первого сингла «Motif Sky» (28.07.06) и альбома «Relocated» (18.08.06).
15 июня группа объявляет первые даты грядущего тура и переносит релиз альбома «Relocated» на 25.08.06.
23 июля российское интернет издание Shout! Online публикует специальное интервью с группой, в котором музыканты обещают несколько концертов в России в начале декабря 2006-го.
24 июля объявлены подробности релиза сингла «Motif Sky». Он представляет выпущенный ограниченным тиражом CD в digipak. Диск содержит сингловую версию заглавной песни и её расширенную версию (поклонники группы просили включить её в состав релиза). В добавление, сингл содержит Smallboy Remix, который создан Йохеном Шмальбахом, барабанщиком, принимающим участие в концертных турах Camouflage. Релиз также содержит длинную версию песни «Real Thing», спетую Оливером Крайзихом. Она примерно в два раза длиннее чем альбомная версия и содержит множество новых деталей, нашедших своё место в этой версии. Ещё одним треком является композиция Conversation, не вошедшая в альбом, которая звучит очень танцевально. В прошлом году группа исполняла её на концертах. Чуть позже в интернете становится доступным для просмотра комический видеоклип на песню «Motif Sky». Это анимационное видео было создано друзьями группы и не являлось коммерческим.
В августе состоялся релиз альбома «Relocated». Он был выпущен в Германии, Польше и России. После выхода альбома Camouflage отправились в концертный тур по Европе. Во время этого тура среди рекламной продукции продавался сингл «Something Wrong». CD включал в себя два трека: сингловую версию «Something Wrong» и новую композицию «Your Own World». Во время концерта 30 сентября 2006 года в Дрездене был отснят материал для будущего DVD. В этом туре группа дала концерты в Германии, Турции, Словакии, Польше, Литве, Латвии и Эстонии. В декабре европейский тур плавно перешёл в российский, который включал в себя также один концерт в Беларуси. Camouflage посетили Калининград, Москву, Волгоград, Набережные Челны и Ижевск.
В начале 2007 года в Польше вышел промосингл «The Pleasure Remains». В его состав вошли радио версия заглавной композиции, её ремиксы от польских диджеев Wet Fingers, шведской группы Lowe, самих Camouflage и композиция «Your Own World», которая уже появлялась на сингле «Something Wrong».
Группа объявила, что в связи с тем, что Оливер готовится стать отцом во второй раз, количество концертов в 2007 году будет минимальным. Они занялись работой над DVD, который, помимо концерта в Дрездене, будет включать множество бонусных материалов, в том числе часовой документальный фильм о российской части тура. Одновременно с этим они, совместно с Universal, работают над альбомом редких записей «Archive№01». В августе Camouflage объявляют о концертном туре по Южной Америке. В связи с ситуацией Оливера, в этот тур должны отправиться Маркус и Хайко, однако, буквально накануне тура, семейные проблемы не позволили Хайко принять в нём участие. Его заменил Оливер. Группа дала концерты в Перу, Чили, Аргентине и Мексике.
В ноябре выходит сборник «Archive№01». Это двухдисковое издание содержит ремиксы, ранее неиздававшиеся на CD, би-сайды и ранние записи группы. В графическом оформлении альбома использованы старые фотографии, в том числе и тех времён, когда группа носила название «Lizenenced Technology».
В январе 2008 года Camouflage дают концерт в Румынии. 13 марта на экраны кинотеатров Германии выходит фильм «Die Welle» (Волна), музыку к которому написал Хайко. Тогда же в магазинах появляется саундтрек к этому фильму. Группа планирует три концерта в Турции в апреле и два концерта в Испании в июне. Маркус, следуя веяниям моды, 12 апреля играет DJ-сет в Лейпциге.
17 апреля на концерте в Анкаре (Турция) Маркус пожаловался на здоровье и извинился перед публикой за возможные проблемы во время выступления. Однако концерт прошёл без сбоев. После выступления Маркус обратился в местный госпиталь для консультации. Ему был поставлен диагноз «синусит». Группа решает отложить выступления в Стамбуле и Измире до конца мая и возвращается в Германию.
Осенью, в преддверии двадцатипятилетия, группа просит всех друзей и поклонников присылать материалы, касающиеся истории команды и обещает провести лотерею среди участников акции. В качестве призов представлены не только широкодоступные релизы, но и раритетные издания синглов.
23 января 2009 г. вышел первый концертный DVD «Live in Dresden». Издание включает в себя два DVD и CD диски, на которых, помимо концертной записи, присутствует подборка видеоклипов, телевизионных выступлений, фотографий и дополнительных материалов.
По итогам продаж за первые две недели после релиза, Live in Dresden занимает второе место в немецком чарте музыкальных DVD (http://www.prosieben.de/music_cd/charts/wom_charts/). Примерно в это же время становится доступна для покупки и скачивания цифровая версия этого релиза.

### Участники

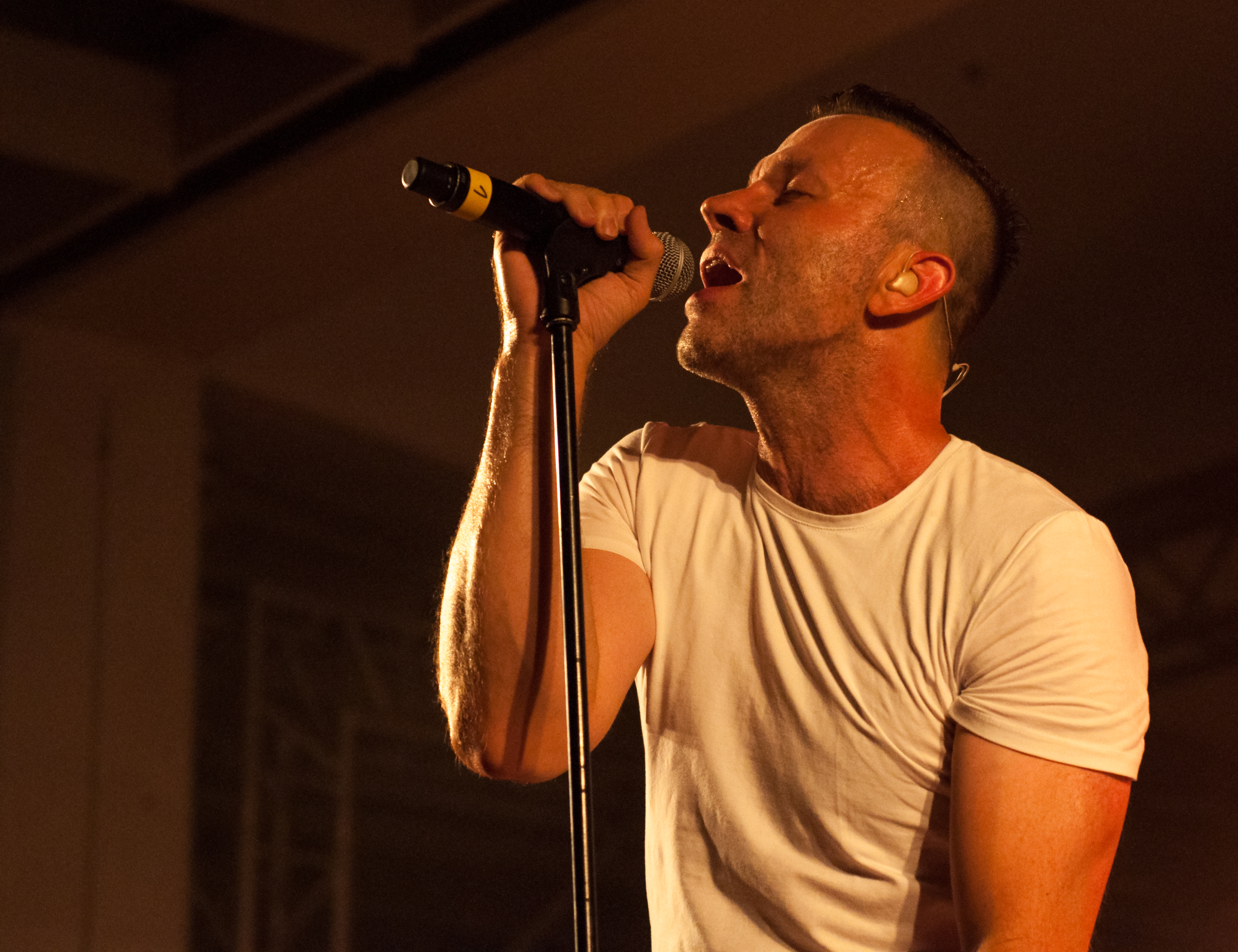
Marcus Meyn на Amphi Festival в 2014 году

## Дискография

### Студийные альбомы
| Год  | Название альбома   | Позиция в чарте | Количество недель в чарте |
| ---- | ------------------ | --------------- | ------------------------- |
| 1988 | Voices & Images    | 16              | 12                        |
| 1989 | Methods of Silence | 13              | 24                        |
| 1991 | Meanwhile          | 61              | 6                         |
| 1993 | Bodega Bohemia     | 90              | 3                         |
| 1995 | Spice Crackers     | -               | -                         |
| 2003 | Sensor             | 26              | 4                         |
| 2006 | Relocated          | 57              | 2                         |
| 2015 | Greyscale          | 14              | 2                         |

### Сборники
- Best of Camouflage: We Stroke the Flames (1997)
- Rewind — Best of 85-97 (2001)
- Archive #1 (Rare Tracks) (2007)
- The Singles (2014)

### Концертные альбомы
| Год  | Альбом          | Флаг Германии | Количество недель в чарте |
| ---- | --------------- | ------------- | ------------------------- |
| 2009 | Live in Dresden | 99            | 1                         |

### Бокc-сет
- The Box 1983—2013 (2014)

### Синглы
| Год  | Название                            | Флаг Германии | Флаг Австрии | Флаг Швейцарии | Флаг Франции | Флаг США | Альбом             |
| ---- | ----------------------------------- | ------------- | ------------ | -------------- | ------------ | -------- | ------------------ |
| 1987 | «The Great Commandment»             | 14            | -            | -              | 45           | 59       | Voices & Images    |
| 1988 | «Strangers' Thoughts»               | 20            | -            | -              | -            | -        | Voices & Images    |
| 1988 | «Neighbors»                         | 50            | -            | -              | -            | -        | Voices & Images    |
| 1989 | «That Smiling Face»                 | -             | -            | -              | -            | -        | Voices & Images    |
| 1989 | «Love Is a Shield»                  | 9             | 11           | 29             | -            | -        | Methods of Silence |
| 1989 | «One Fine Day»                      | -             | -            | -              | -            | -        | Methods of Silence |
| 1991 | «Heaven (I Want You)»               | 57            | -            | -              | -            | -        | Meanwhile          |
| 1992 | «This Day»/«Handsome»               | -             | -            | -              | -            | -        | Meanwhile          |
| 1993 | «Suspicious Love»                   | -             | -            | -              | -            | -        | Bodega Bohemia     |
| 1993 | «Close (We Stroke the Flames)»      | -             | -            | -              | -            | -        | Bodega Bohemia     |
| 1993 | «Jealousy»                          | -             | -            | -              | -            | -        | Bodega Bohemia     |
| 1995 | «Bad News»                          | -             | -            | -              | -            | -        | Spice Crackers     |
| 1996 | «X-Ray»                             | -             | -            | -              | -            | -        | Spice Crackers     |
| 1999 | «Thief»                             | 94            | -            | -              | -            | -        | Sensor             |
| 2001 | «The Great Commandment 2.0»1        | 85            | -            | -              | -            | -        |                    |
| 2003 | «Me And You»                        | 53            | -            | -              | -            | -        | Sensor             |
| 2003 | «I Can’t Feel You»                  | 75            | -            | -              | -            | -        | Sensor             |
| 2006 | «Motif Sky»                         | -             | -            | -              | -            | -        | Relocate           |
| 2006 | «Something Wrong»                   | -             | -            | -              | -            | -        | Relocate           |
| 2007 | «The Pleasure Remains»              | -             | -            | -              | -            | -        | Relocate           |
| 2015 | «Shine»                             | -             | -            | -              | -            | -        | Greyscale          |
| 2015 | «Count On Me» (feat. Peter Heppner) | -             | -            | -              | -            | -        | Greyscale          |

Примечания
- 1 — перезаписанная версия

## Интересные факты
- В 2006 году группа провела конкурс ремиксов на песню 'We Are Lovers'. Одним из победителей конкурса стала российская группа Dos Buratinos. Трек не был издан официально на носителях, но был опубликован на сайте Camouflage 24 декабря 2008 года в качестве рождественского подарка поклонникам.
- Во время гастролей Camouflage в России в декабре 2006 года с ними совместно выступала группа Технология, но концерт в городе Ижевске прошёл без неё, так как в тот день в Москве отменили вылет самолёта, а Camouflage приехали в Ижевск ранее другим маршрутом.